# 王國興 (黎族)
王国兴（1894年7月21日—1975年1月9日），男，黎族，海南白沙县人，世袭黎族峒长，中华人民共和国政治人物。

## 生平
1941年，任红毛乡乡长。1943年8月12日凌晨，为反抗国民革命军的掠夺和屠杀，率领当地黎族、苗族人民起义，曾会同各路起事军占领白沙县城，后撤退到山区坚持反抗国民党政府。1942年春，派人与中共琼崖特委取得联系。1944年12月，王国兴来到已改编为琼崖独立纵队的驻地澄迈县六芹山，见到琼崖特委书记、纵队司令员冯白驹。冯白驹指示王国兴潜回白沙，成立白沙、保亭、乐东人民解放团，任团长。第二次国共内战中先后建立了猛进队、英勇队、区常备队、乡常备班、村后备队等武装，共5000余人，配合琼崖纵队主力击败了中华民国国军围剿。至1948年6月，攻占了白沙、保亭、乐东3县全境，建立了拥有30余万人口的五指山革命根据地，任白沙县副县长，白、保、乐边区行政委员会主任，琼崖少数民族自治区行政委员会副主任等。
1949年6月28日，中共中央统战部发电报给冯白驹：“黎民中能否派一名代表参加新政协，如有适当人选，望立即开报姓名建立并准备经港赴平，速复。”琼崖区党委派王国兴赴北平，由于王国兴只会黎语与少量海南话，不会说标准官话，又派泰国归侨年仅18岁的新华书琼崖分社记者冯子平持泰国华侨护照陪同，王国兴化名“冯夙吉”，二人以父子相称，以儿子回乡接‘父亲’到南洋为理由，从琼中出发，经临高头咀横渡琼州海峡抵达雷州半岛后又从英屬香港乘船途经台湾海峡到达青岛，换乘汽车抵达北平，出席全国政协第一届全体会议和开国大典，当选为中央人民政府民族委员会委员。
1952年，任海南黎族苗族自治区主席。1953年，加入中国共产党。1955年，任海南黎族苗族自治州州长。是第一届全国政协委员，中央人民政府民族事务委员会委员。

## 家庭
- 第一任妻子
- 第二任妻子王爱英
- 次子（1948-）王刚：曾任五指山市市长。